# Helena Curtens
Helena (Hellene Mechthildis) Curtens (Düsseldorf, 1722 - 19 de agosto de 1738) foi, alegadamente, uma bruxa alemã. Foi uma das últimas pessoas a ser executada por feitiçaria na Alemanha e a última pessoa a ser executada por tal crime na zona do Reno. O seu caso é um dos mais conhecidos da Europa, principalmente por ter sido um dos últimos a ser julgados.

## Biografia
Helena foi presa depois de terem surgido vários relatos sobre o aparecimento do fantasma de uma menina de catorze anos. Foi torturada e, a meio do processo, acusou a sua vizinha, Agnes Olmans. Agnes era filha de uma mulher chamada Zaubergreth que tinha fama de ser bruxa. Ambas foram acusadas de manter relações sexuais com demónios. Agnes negou as acusações e exigiu que lhe fosse dado o direito de fazer a prova de água. Tal foi-lhe negado, visto que esse método já não era utilizado na zona. Tanto Helena como Agnes foram julgadas, acusadas e condenadas à morte. Foram queimadas a 19 de Agosto de 1738.
Helena e Agnes são frequentemente consideradas as últimas pessoas a ser executadas por feitiçaria na Alemanha, mas, na verdade, depois delas foram ainda condenadas Maria Renata Saenger von Mossau em 1749 e a agricultora Anna Schnidenwind a 24 de Abril de 1751, que foi acusada de causar o grande incêndio de Whyhls devido a um pacto que tinha feito com o demónio. A última execução deste tipo na Alemanha ocorreu mais provavelmente em Landshut em 1756. Anna Maria Schwegelin foi acusada de bruxaria e condenada à morte, mas morreu na prisão antes da pena ser executada.